# Naturschutzgebiet Haar

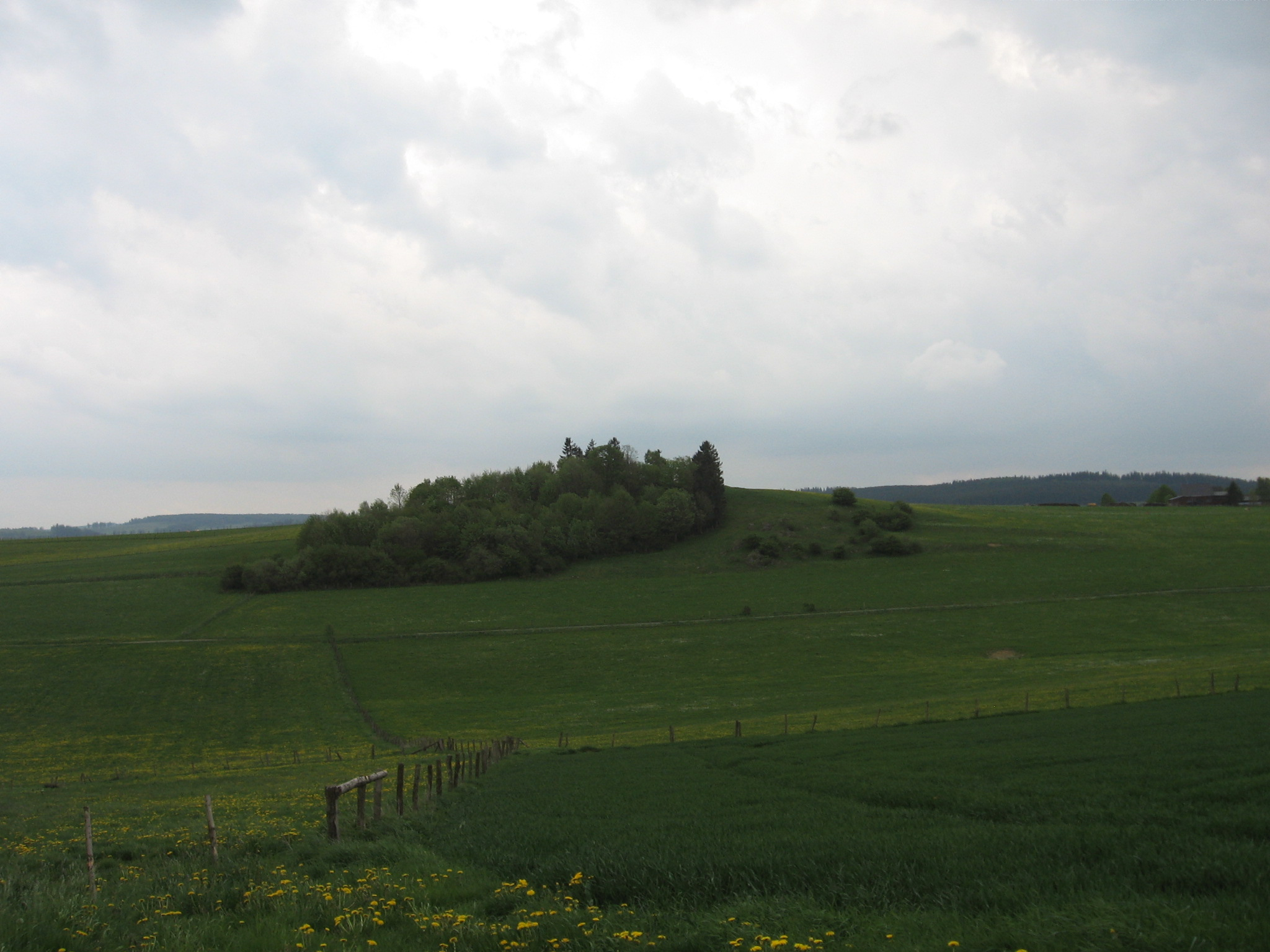
Naturschutzgebiet Haar (Feldgehölz und Bereich rechts vom Feldgehölz)

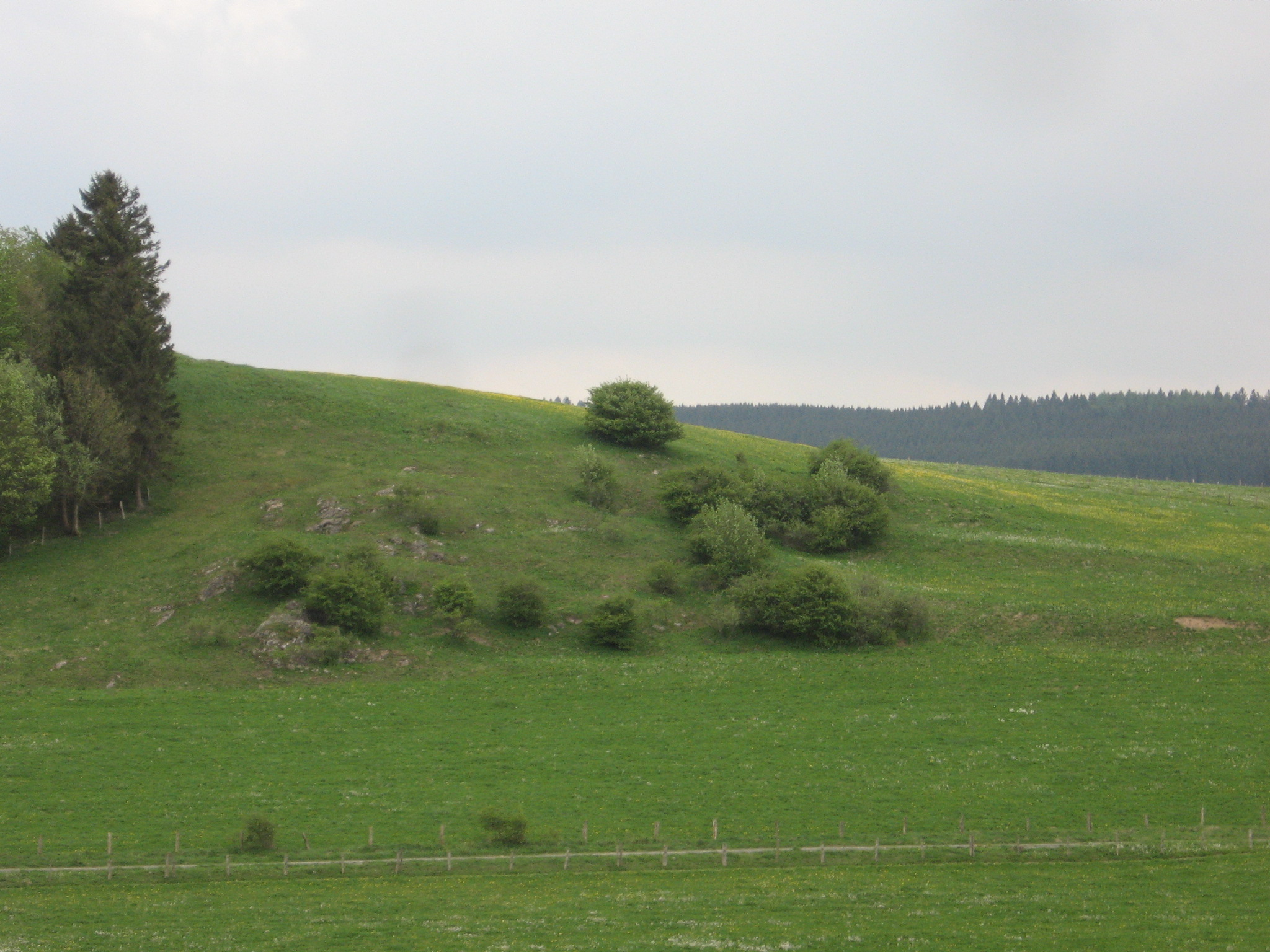
Magerrasenbereich im Naturschutzgebiet Haar

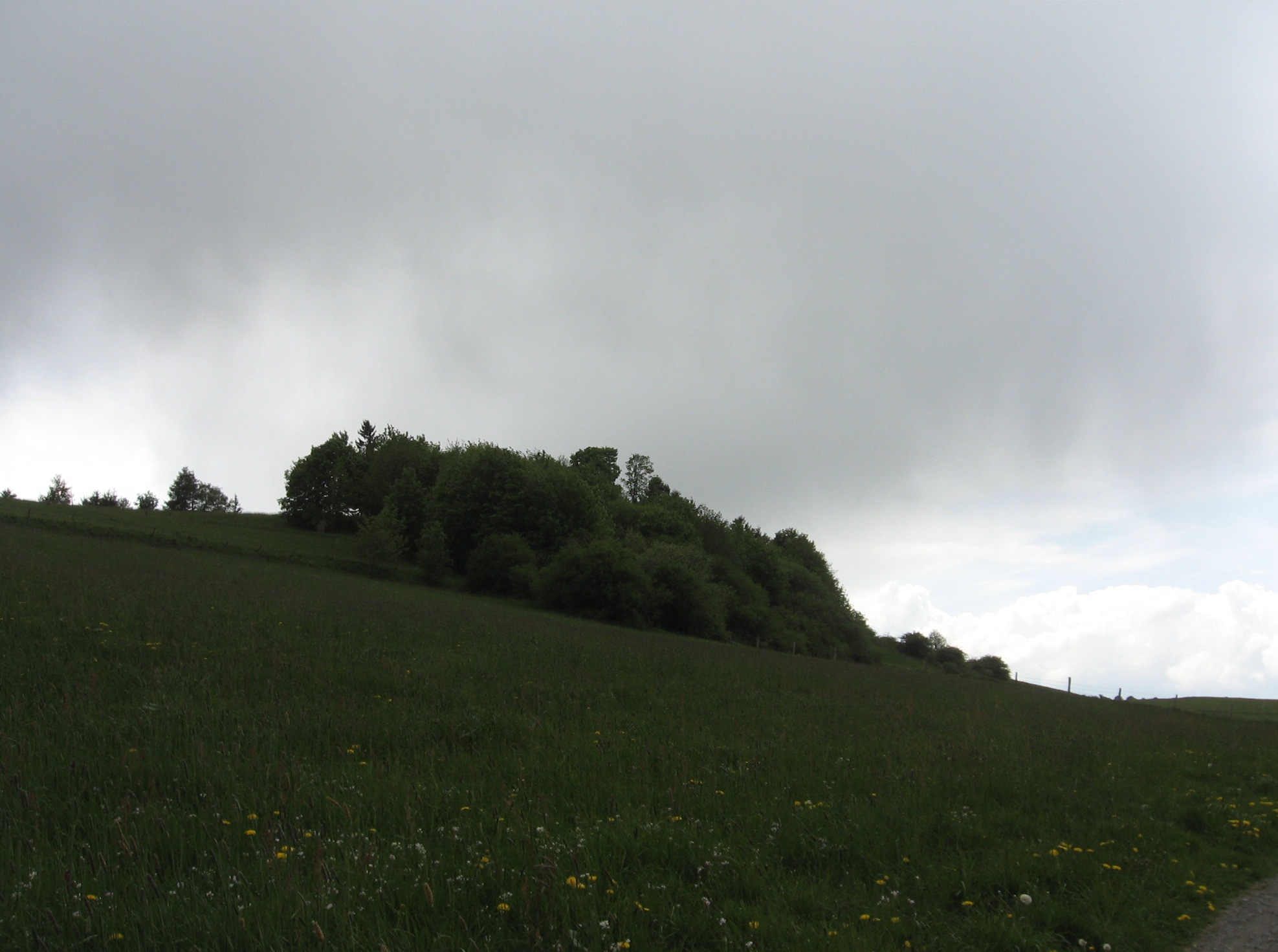
Feldgehölz im Naturschutzgebiet Haar

Das Naturschutzgebiet Haar mit einer Größe von 1,27 ha liegt nordöstlich von Altenbüren im Stadtgebiet von Brilon. Das Gebiet wurde 2008 mit dem Landschaftsplan Briloner Hochfläche durch den Hochsauerlandkreis als Naturschutzgebiet (NSG) ausgewiesen. NSG ist Teil des FFH-Gebietes Kalkkuppen bei Brilon (DE 4617-303). Das Naturschutzgebiet ist umgeben vom Landschaftsschutzgebiet Wintertal/Escherfeld.

## Gebietsbeschreibung
Beim NSG handelt es sich um eine beweidete Kuppe aus Massenkalk mit Magerweiden. Mehrere 3 m hohe Felsen und ein ehemaliger kleiner Steinbruch mit 4 m hoher Abbauwand befinden sich im NSG. Es eines von 31 Naturschutzgebieten in Brilon, welche zur Gruppe der Kalkkuppen mit speziellen Verboten gehören.
Es wurden durch das Landesamt für Natur, Umwelt und Verbraucherschutz Nordrhein-Westfalen Pflanzenarten wie Breitblättriger Thymian, Aufgeblasenes Leimkraut, Blutwurz, Braunstieliger Streifenfarn, Echter Wiesenhafer, Echtes Labkraut, Flaumiger Wiesenhafer, Frühlings-Fingerkraut, Gewöhnliches Ferkelkraut, Kleine Bibernelle, Kleiner Wiesenknopf, Kleines Habichtskraut, Mauerraute, Mittlerer Wegerich, Purgier-Lein, Schafschwingel, Skabiosen-Flockenblume, Spitz-Wegerich, Wiesen-Goldhafer, Wiesen-Flockenblume und Wiesen-Labkraut nachgewiesen.

## Schutzzweck
Wie bei allen Naturschutzgebieten in Deutschland wurde in der Schutzausweisung darauf hingewiesen, dass das Gebiet „wegen der Seltenheit, besonderen Eigenart und Schönheit des Gebietes“ zum Naturschutzgebiet wurde. Der Landschaftsplan führt zum Schutzzweck auf: „Erhaltung und Wiederherstellung eines artenreichen Fels- und Magerweidenstandortes als Lebensraum von tlw. seltenen und gefährdeten Pflanzenarten sowie als Teilfläche im regionalen Verbund ähnlicher Biotopstrukturen; Sicherung einer möglichst extensiven Grünlandnutzung im westlichen und Optimierung von ehemals fichtenbestockten und tlw. abgegrabenen Kalkfelsstandorten im östlichen Gebietsteil; Sicherung der Kohärenz und Umsetzung des europäischen Schutzgebietssystems „Natura 2000“.“

## Verbote
Zu den normalen Verboten in Naturschutzgebieten kommen beim NSG Warenberg wie bei den anderen 30 Kalkkuppen zusätzliche Verbote hinzu. Es ist verboten, die Kalkkuppen zu düngen, zu walzen und zu schleppen. Es dürfen nicht mehr als zwei Großvieheinheiten pro Hektar gleichzeitig weiden. Ferner darf erst ab dem 1. Juli eines Jahres gemäht werden.